# جان جيروم هامر
جان جيروم هامر (بالفرنسية: Jean Jérôme Hamer)‏ هو عالم عقيدة بلجيكي، ولد في 1 يونيو 1916 في بروكسل في بلجيكا، وتوفي في 2 ديسمبر 1996 في روما في إيطاليا.